# Simala
Simala – miejscowość i gmina we Włoszech, w regionie Sardynia, w prowincji Oristano.
Według danych na rok 2004 gminę zamieszkiwało 399 osób, 30,7 os./km². Graniczy z Baressa, Curcuris, Gonnoscodina, Gonnosnò, Masullas i Pompu.